# Glen Graham
Glenn Graham (Los Angeles, 17 gennaio 1904 – Nevada, 19 luglio 1986) è stato un astista statunitense.
Nel 1924 prese parte ai Giochi olimpici di Parigi, dove si classificò secondo nel salto con l'asta alle spalle del connazionale Lee Barnes, che ottenne la sua stessa prestazione di 3,95 m.

## Palmarès
| Anno | Manifestazione  | Sede   | Evento           | Risultato | Prestazione | Note |
| ---- | --------------- | ------ | ---------------- | --------- | ----------- | ---- |
| 1924 | Giochi olimpici | Parigi | Salto con l'asta | Argento   | 3,95 m      |      |